# Exemplum

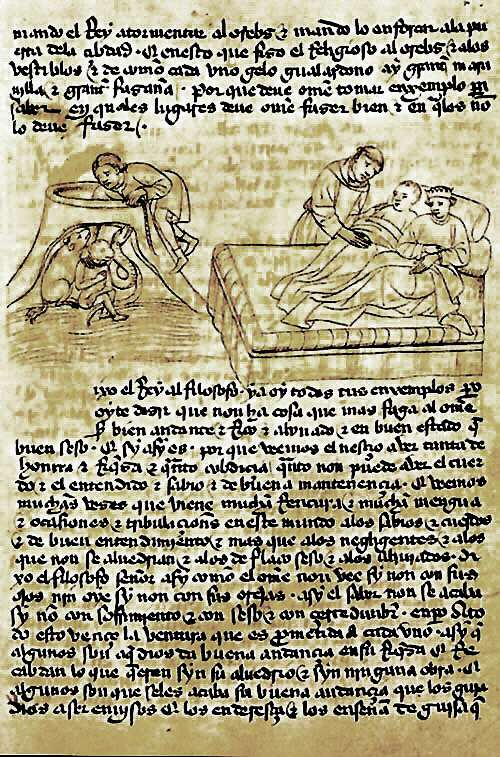
Manuscrito del Calila e Dimna

El exemplum o ensiemplo ('ejemplo', en castellano medieval con variadas grafías, como «enxienplo») es un cuento o fábula con función moralizadora o doctrinal, que fue habitualmente incorporado en la estructura del sermón vulgar.
A partir del siglo XIII, el uso del exemplum se hizo masivo. Profesores, oradores, moralistas, místicos y predicadores utilizaban todo tipo de relatos para adornar su exposición. A fin de que sus ideas fueran captadas, se valían de la ejemplificación o ilustración mediante anécdotas, fábulas, leyendas, etc. 
El autor se permitía tomar ejemplos tanto de origen sagrado como profano, o de fuentes orientales u occidentales. 
La ficción narrativa estaba concebida para servir de demostración a un objetivo moralizante.

## Cultura alfonsí
Por literatura de Alfonso X el Sabio se entiende toda la obra literaria de carácter lírico, jurídico, histórico, científico y recreativo realizada en el ámbito del escritorio del rey Alfonso X de Castilla.
Alfonso X patrocinó, supervisó y a menudo participó con su propia escritura y en colaboración con un conjunto de intelectuales latinos, hebreos y musulmanes conocido como Escuela de Traductores de Toledo, en la composición de una ingente obra literaria que inicia en buena medida la prosa en castellano.
Los manuscritos copiados en el escritorio de Alfonso X son volúmenes lujosos, de gran calidad caligráfica e iluminados profusamente con miniaturas. Estaban, por tanto, destinados a poderosos nobles que pudieran costear la riqueza de estos códices y que compartían el proyecto de uso de la lengua castellana como instrumento político al servicio de la corte, ya que los libros utilizados en Universidades medievales o Estudios Generales eran más baratos, manejables y escritos generalmente en latín, lengua de uso habitual entre los letrados. Sin embargo, la mayoría de las obras alfonsíes se han conservado solo en manuscritos posteriores, menos cuidados, pues los preciosos manuscritos del escriptorio real se perdieron o destruyeron en algún momento.
El castellano utilizado en las obras alfonsíes es muy variado: hay obras que presentan un castellano con influencias leonesas, y otras que presentan una lengua más bien oriental, a pesar de que tradicionalmente se afirmaba que la variedad preferida era la de Toledo. Sin embargo hay que notar que en el terreno de la lírica, Alfonso X usó el galaicoportugués, lengua en la que se escribieron las Cantigas de Santa María.

## Formador de élites
El mismo instrumento que sirve para instruir a las masas, sirve también para formar a las élites. Destinados a la educación de príncipes y gobernantes nacen ejemplarios con un sistema asociativo (relato-marco o simple diálogo entre personajes) para engarzar entre sí, a modo de mortero narrativo, los distintos relatos reunidos en la colección.

## Obras destacadas
- Calila y Dimna
- Sendebar
- Petrarca, De viris illustribus
- Chaucer, The Monk's Prologue and Tale
- Boccaccio, De mulieribus claris
- Don Juan Manuel, El Conde Lucanor
- Castigos y dotrinas que un sabio dava a sus hijas